# Червона літера
«Червона літера» (англ. The Scarlet Letter) — роман американського письменника Натаніеля Готорна, написаний у 1850 році. Це один із  перших масових американських романів, який став популярним у США та Європі.

## Сюжет
Сюжет починається з того, що головна героїня роману — Естер Прин — стоїть на п’єдесталі ганьби разом зі своєю донькою Перл. Судді запитують Естер, хто є батьком дитини, але вона відмовляється відповісти, тим самим прирікаючи себе на всі можливі покарання. 
Роман розповідає, що Естер Прин прибула до Нової Англії та оселилася в пуританському містечку, де чекала на свого чоловіка, який мав незабаром прибути. Попри шлюбний стан і дуже суворі релігійні закони, Естер закохується в Артура Димсдейла — священника, якого поважають усі мешканці міста. Як виявляється, Перл — це донька саме Артура Димсдейла, який, дізнавшись про це, занурюється у глибокі душевні страждання.
Через позашлюбне зачаття Естер як одружену жінку саджають до в’язниці. Згодом її там відвідує її чоловік —  Роджер Чіллінгуорс. Під час їхньої розмови у в’язниці зароджується основна інтрига твору: Чіллінгуорс прагне помститися батькові дитини, особу якого він намагається викрити. 
Після звільнення з в’язниці Естер змушена носити на грудях червону літеру «A» — символ її гріха (adultery — перелюб) — як знак ганьби на все життя. Попри осуд громади, вона відважно виховує доньку та заробляє на життя шиттям одягу, відомого своєю високою якістю. Попри тиск суспільства, Естер виявляє християнське милосердя та допомагає навіть тим, хто нещодавно її зневажали.
Тим часом Роджер Чіллінгуорс стає лікарем хворого Артура Димсдейла, який через душевні муки дедалі більше слабшає. Парадоксально, але авторитет священника лише зростає — люди вважають, що він таким чином цілковито віддає себе релігійному служінню.
Фінал розгортається під час випадкової зустрічі Естер і Артура в лісі, де під час діалогу він розуміє, що його час добігає кінця. Він готується до промови перед новою владою міста, під час якої публічно зізнається, що є батьком Перл, після чого помирає. Таким чином, Чіллінгуорс, яким повністю заволоділа помста, втрачає можливість далі знущатися над ним і незабаром також помирає.
Після цих подій Естер разом із Перл покидає місто, але згодом повертається тільки Естер й продовжує носити червону літеру. Завдяки спадку після смерті Роджера Чіллінгуорса Перл була забезпечена на все життя. Хоча ніхто точно не знає, де оселилася Перл, подарунки, які Естер інколи отримувала від невідомої особи, свідчать, що Перл живе десь далеко від Нової Англії.
Таким чином, літера, що мала стати тавром ганьби, перетворилася на символ боротьби і свободи, які Естер пронесла крізь усе життя.

## Аналіз
Сенс роману полягає в роздумах про справжню сутність моралі, прощення й справедливості. Готорн ставить під сумнів жорстокість суспільних засуджень та доводить, що гідність людини визначається не помилками, а тим, як вона їх долає. Червона літера, яка мала стати тавром ганьби, зрештою перетворюється на символ сили, незалежності та людяності.